# Мхиничи
Мхиничи (бел. Мхінічы) — упразднённая деревня в Краснопольском районе Могилёвской области Беларуси. Центр бывшего Мхиничского сельского совета.
В 1997 году деревня упразднена.

## История
На южной окраине села, на левом берегу реки Колпита сохранился археологический памятник — древний курган (местное название «Шведский курган»), что указывает на заселение этих мест в древности.
Согласно письменным источникам деревня известна с XVI века. В 1563 году село находилось в составе Прапойской волости, в государственной собственности.
В 1777 году село Мхиничи в Рогачёвском уезде Могилёвской губернии. В 1816 году село Амхиничи Чериковского уезда в частной собственности. В 1864 году была открыта народная школа, в которой в 1889 году учились 33 мальчика и 1 девочка. В 1885 году центр Чериковского уезда. Была школа, кирпичный храм. В 1897 году здесь были 2 ветряные мельницы, зернохранилище, магазин. Раз в год проводилась ярмарка. Некоторые жители села занимались пошивом одежды, бондарным делом и кузнечным делом.
С установлением советской власти, в 1918 году, в деревне был организован комитет бедноты. В 1930-е работники перешли в колхоз.
Во время Великой Отечественной войны с августа 1941 года по 30 сентября 1943 года деревня была оккупирована немецко-фашистскими захватчиками. В 1943 году фашисты сожгли село. 99 жителей села воевали на фронте, 64 из них погибли.
После аварии на Чернобыльской АЭС (1986) деревня было переселена из-за радиационного загрязнения местности.

## Экономика
К 1986 году в совхозе «Холмянский» (центр — село Холмы) работали 2 животноводческих комплекса, средняя школа, Дом культуры, библиотека, комплексный приемный пункт бытового обслуживания, фельдшерско-акушерский пункт, аптека, почта, магазин.

## Достопримечательность
На левом берегу реки Колпита сохранился археологический памятник — древний курган (местное название «Шведский курган»).

## Известные жители
- Анатолий Иванович Банкузов (1917—1980) — советский военачальник, Герой Советского Союза.
- Николай Александрович Цытович (1900—1984) — советский учёный и педагог в области механики грунтов, геомеханики и инженерной геологии.
- Василий Антонович Шашалевич (1897—1941) — белорусский поэт, прозаик, драматург.